# Шатура (муниципальный округ)
Муниципа́льный о́круг Шату́ра — муниципальное образование на востоке Московской области России, соответствующее по административно-территориальному делению городу областного подчинения Шату́ра с административной территорией.
Административный центр — город Шатура.
До 2017 года — Шатурский район, административно-территориальная единица (район) и муниципальное образование (муниципальный район). 10 марта 2017 года Шатурский муниципальный район был преобразован в городской округ Шатура. 25 июня 2017 года Шатурский административный район был преобразован в город областного подчинения Шатура с административной территорией.
С 1 января 2025 года городской округ Шатура преобразован в муниципальный округ Шатура.

## История
Городской округ Шатура образован 10 марта 2017 года путём объединения всех сельских и городских поселений в границах упразднённого Шатурского муниципального района. 25 июня 2017 года город Шатура был отнесен к категории города областного подчинения, а Шатурский административный район упразднен.
11 мая 2020 года городской округ Шатура объединен с городским округом Рошаль. 26 июня 2020 года город областного подчинения Рошаль преобразован в город, административно подчинённый городу областного подчинения Шатуре.

## География
Расположен на востоке области, на Восточно-Европейской равнине в северо-восточной части Мещёрской низменности между реками Клязьмой, Прой и Цной.
Площадь городского округа с городом (упразднённым городским округом) Рошаль — 2675,14 км², что составляет около 6 % от территории Московской области. По этому показателю он занимает 1-е место в области.
Граничит с городскими округами Орехово-Зуевским, Егорьевском Московской области, Рыбновским, Клепиковским районами Рязанской области и с Гусь-Хрустальным, Собинским, Петушинским районами Владимирской области.
Рельеф равнинный, с незначительными колебаниями высоты над уровнем моря — от 106 до 152 м. От деревни Губино до села Кривандино протянулась небольшая возвышенность (Губино-Власовское и Кривандинское поднятия), наивысшая точка которой находится близ деревни Пожога.

### Геологическое строение и полезные ископаемые

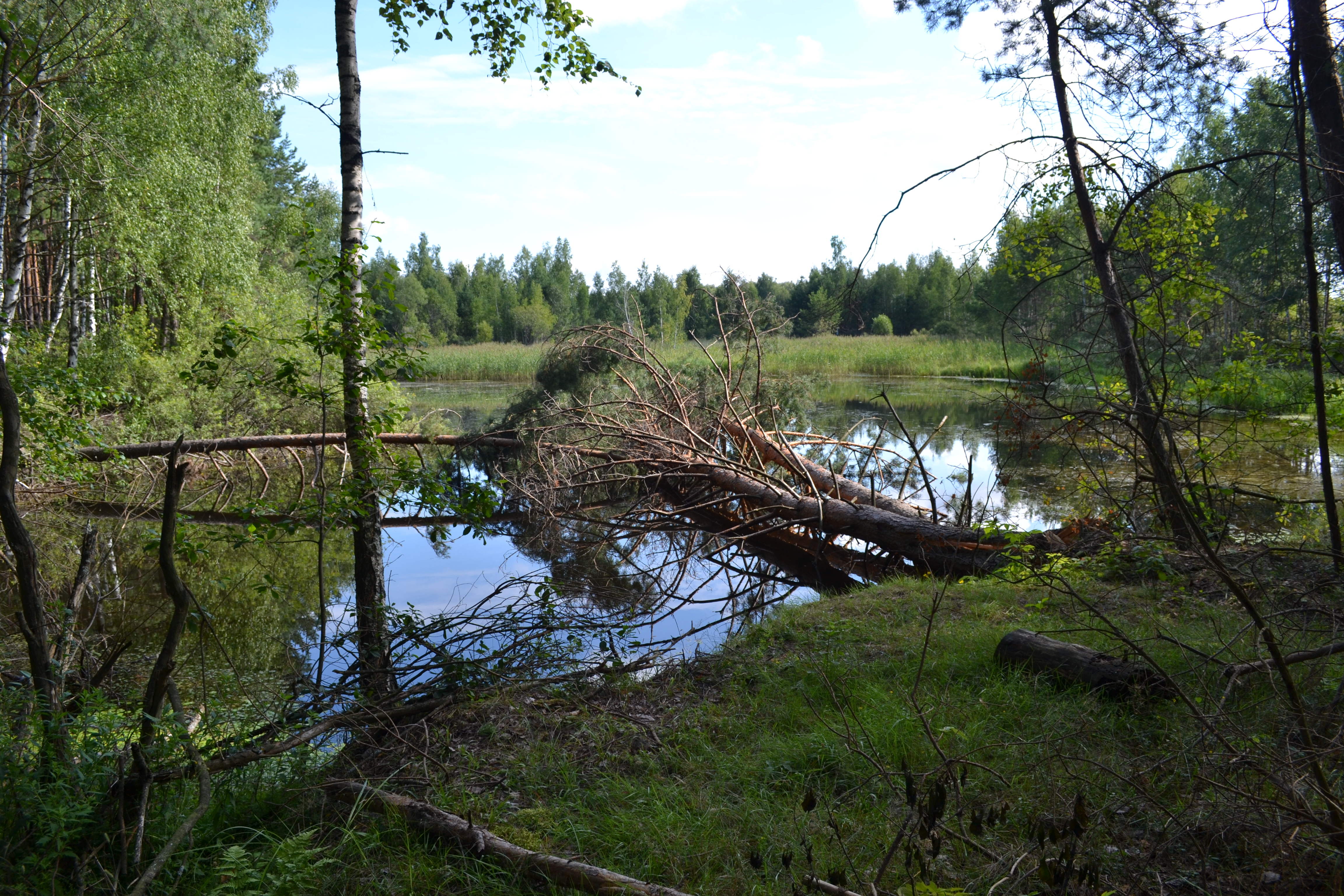
Пруд около деревни Семёновской

Территория, занимаемая городским округом (ранее Шатурским районом), находится в центральной части Восточно-Европейской платформы. На глубине более 1 000 м лежит Русская плита, образовавшаяся в древнее докембрийское время. Древние отложения (мезозойские, юрские, меловые), перекрыты четвертичными, которые связаны в основном с деятельностью ледника, наносами (моренными и флювиогляциальными). Близкое залегание водоупорных юрских глин, плоский рельеф и слабый дренаж обусловили наличие многочисленных болот и торфяников.
Основные полезные ископаемые округа — торф, сапропель и пески. Многие месторождения торфа, разрабатываемые в XX веке, практически выработаны и добыча торфа на них прекращена.
В трёх озёрных группах округа (Шатурской, Туголесской и Радовицкой) выявлены богатые запасы сапропелей, используемые в качестве удобрения. На всей территории района имеются месторождения песка, который использовался для стекольной промышленности ещё с XIX века.
Также на территории округа имеются месторождения различных глин, используемых для производства кирпича. Обнаружены небольшие месторождения болотной железной руды, не имеющие промышленного значения.

### Климат
Климат умеренно континентальный. Континентальность климата выражена сильнее, чем в западных частях Московской области, для округа характерна более низкая температура зимой и более высокая температура летом. В округе находится посёлок Черусти, который неофициально считается подмосковным «полюсом холода».
Среднегодовая температура воздуха + 3,6 °C; средняя температура января — 11 °C; средняя температура июля + 17,6 °C. Абсолютный максимум наблюдается в июле + 38 °C, абсолютный минимум в январе — 45 °C. Во все месяцы, кроме июля наблюдались случаи заморозков. Период со среднесуточной температурой выше 0 °C длится 210—220 дней, продолжительность вегетационного периода находится в пределах 150—170 дней.
Средняя годовая норма осадков составляет 524 мм; наибольшее количество осадков обычно приходится на июль-август, а наименьшее на май.
Весенние заморозки обычно заканчиваются к 10-15 мая. Первые заморозки начинаются со второй половины сентября, в отдельные годы в конце августа. Появление снега наблюдается в период 27 октября — 4 ноября, а устойчивый снежный покров образуется в третью декаду ноября (23-25). Начало разрушения снежного покрова приходится на вторую декаду апреля. Число дней со снежным покровом составляет 150—155 дней, его высота в лесу достигает 35-65 см, а на открытых местах 25-35 см.
В течение года преобладающими ветрами являются юго-восточные и западные. В зимние месяцы преобладают юго-западные и южные ветры. Средняя скорость ветра за год — 3 м/сек.
В округе преобладает пасмурная погода. Ясные дни встречаются в течение года лишь 1-2 раза в месяц. Зимой пасмурное небо наблюдается в среднем более 20 дней в месяц, летом — 10-12 в месяц.
| Показатель | Янв. | Фев.  | Март | Апр. | Май   | Июнь  | Июль  | Авг.  | Сен.  | Окт. | Нояб. | Дек. | Год  |
| --- | ---- | ----- | ---- | ---- | ----- | ----- | ----- | ----- | ----- | ---- | ----- | ---- | ---- |
| Абсолютный максимум, °C | +5   | +6    | +15  | +27  | +33   | +36   | +38   | +36   | +30   | +25  | +14   | +7   | +38  |
| Средняя температура, °C | −11  | −10,1 | −4,8 | +4,2 | +12,2 | +15,9 | +17,6 | +15,8 | +10,3 | +3,9 | −2,2  | −7,7 | +3,6 |
| Абсолютный минимум, °C | −45  | −42   | −34  | −20  | −8    | −4    | +2    | −1    | −7    | −22  | −35   | −40  | −45  |
| Норма осадков, мм | 27   | 24    | 27   | 34   | 41    | 60    | 75    | 67    | 49    | 48   | 36    | 36   | 524  |
| Средняя влажность, % | 84   | 81    | 78   | 72   | 67    | 66    | 72    | 75    | 79    | 83   | 84    | 86   | 77   |
| Источник: Козлов В. А. Шатурская мещёра (Эколого-географическое описание Шатурского района). — Шатура, 1997. — С. 21. — 84 с. — ISBN 5-207-329-1. |      |       |      |      |       |       |       |       |       |      |       |      |      |

### Гидрография

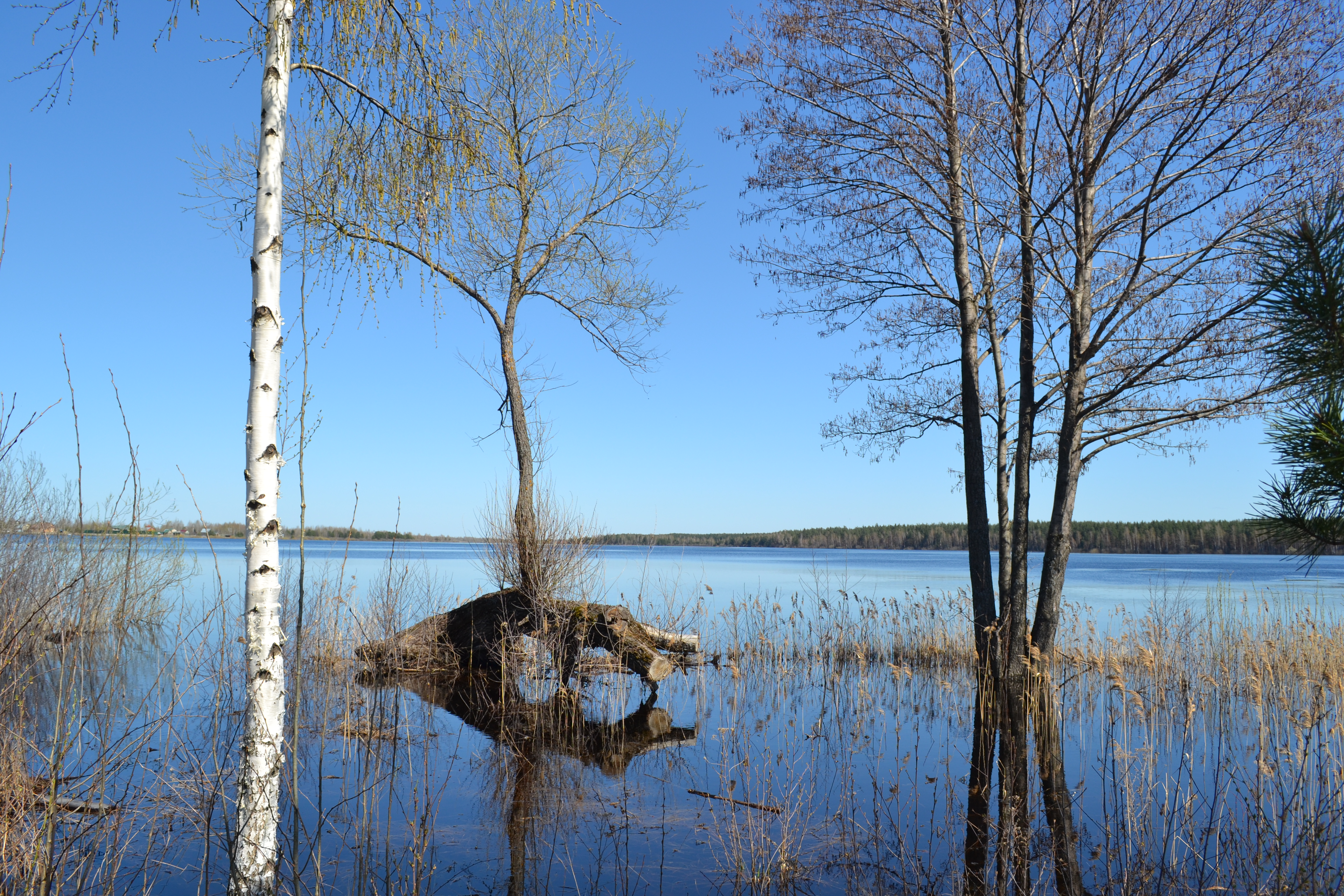
Озеро Святое около деревни Евлево

Все реки округа относятся к бассейну Оки. Территория округа ограничена тремя её притоками — Клязьмой на севере, Цной на юго-западе и Прой на юго-востоке. Длина участка реки Клязьмы на территории округа составляет 12 км, реки Цны — 14 км, Пры — 25 км. Однако самыми крупными реками района являются их притоки — Поля (92 км), Ялма (34 км) и Воймега (27 км).
Для всех рек округа характерно медленное течение, болотистые берега, отсутствие пойм и террас. Половодье совпадает с весенним таянием снегов. Реки округа покрыты льдом около 150 дней в году. В связи с сильной заболоченностью территории и большими залежами торфа, реки имеют бурый, торфяной цвет воды. Питание рек — смешанное, за счёт атмосферных осадков, болот и грунтовых вод.
На территории округа расположено 48 естественных озёр, что составляет седьмую часть всех озёр Московской области. Озёра условно объединяются в несколько групп по их территориальной близости друг к другу: Шатурскую, Бордуковскую, Туголесскую и Пышлицкую (часть Клепиковских озёр). Самые крупные озёра Московской области расположены в округе — Святое (Шатурское) (12,6 км²), Дубовое и Святое Клепиковской группы. В округе находятся и самые глубокие озёра области — Белое (Дубасовское), Смердячье и Чёрное (Бордуковское).
Преобладают озёра ледникового происхождения. Относительно ряда озёр высказываются теории об их метеоритном происхождении, например предполагается, что озеро Смердячье образовалось в результате падения метеорита около 10 тыс. лет назад.

### Почвы
Городской округ расположен в нечернозёмной зоне России, по почвенному районированию Московской области входит в III почвенный район, для которого характерно почти сплошное распространение песчаных и супесчаных заболоченных почв. На территории района преобладают дерново-подзолистые, подзолисто-болотные и болотные почвы, с многочисленными переходными вариантами. В речных поймах встречаются аллювиальные почвы. Особенностью района являются значительные площади земель бывших торфоразработок, малопригодных для ведения сельского хозяйства.
Почвы Шатурского района относятся к самым малоплодородным почвам Московской области. Лучшие почвы округа уступают в плодородии дерново-подзолистым почвам западной части области в 1,5-2 раза, а чернозёмным почвам южных районов области более чем в 2-3 раза.

### Растительность

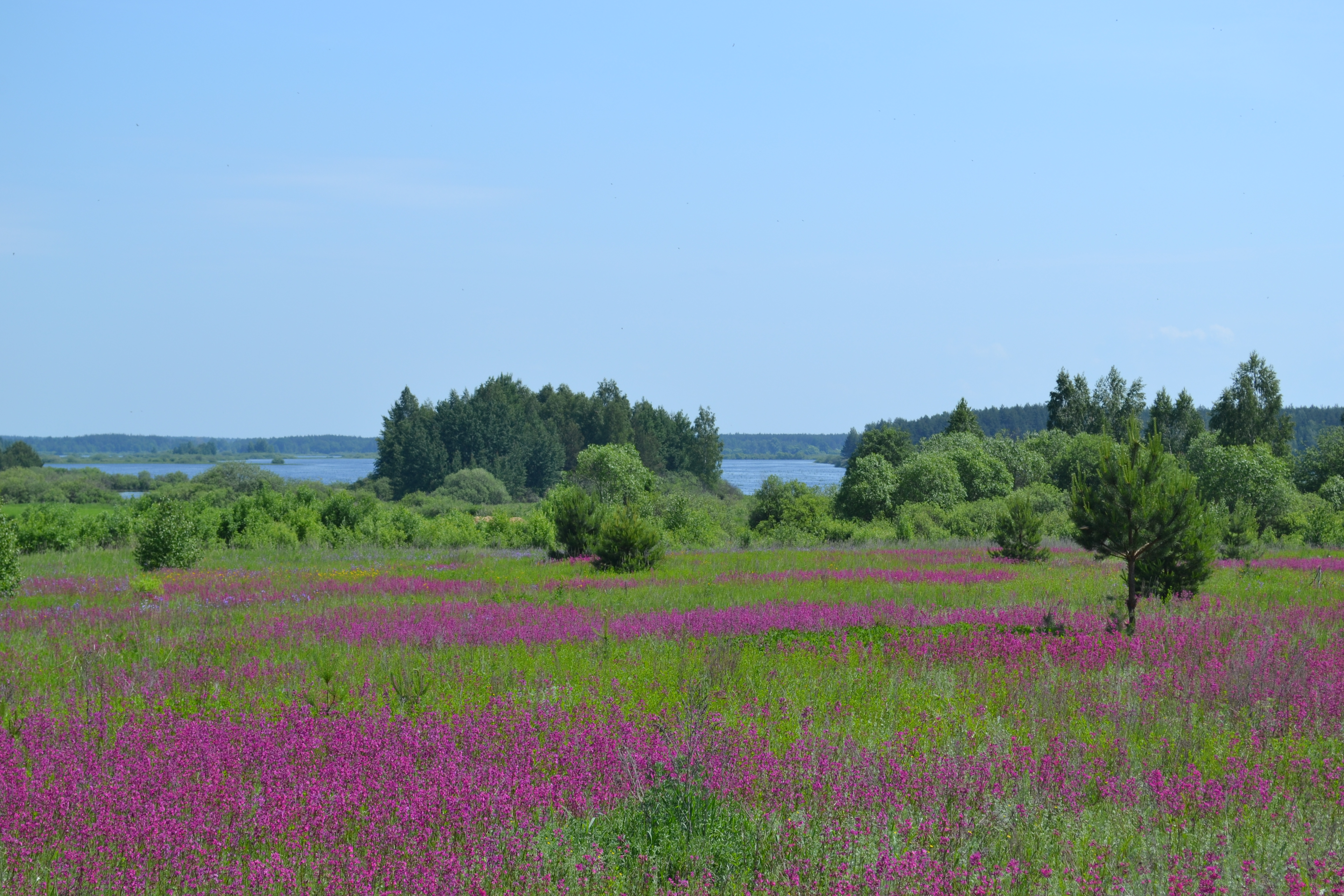
Луговая растительность

Округ расположен в лесной зоне, в подзоне смешанных лесов. Леса занимают около 48 % территории района, в прошлом их было значительно больше. Район является наиболее залесённым в Московской области.
Преобладающей лесной породой является сосна, образующая сосновые боры. Среди сосен произрастает можжевельник, брусника, черника и зелёные мхи. В подлеске распространены рябина, крушина, калина. Также встречаются смешанные леса, состоящие из сосны, ели, березы и осины, среди которых отдельными островами расположены берёзовые и осиновые рощи. На суглинистых почвах еловые леса образуют самостоятельные массивы. Подлесок в таких лесах практически отсутствует, травяной покров очень слабый. Изредка на возвышенных берегах рек встречаются дубравы. В поймах рек произрастают заболоченные ольховые леса с ивняками.
Болота занимают более 3 % от общей площади округа. В округе встречаются все три существующих типа болот: низинные (более 60 %), переходные (около 20 %) и верховые (15-20 %).
Значительные площади в округе заняты лугами. В долине реки Пра распространены поёмные луга с осокой, щучкой и клевером. По краям болот, часто встречаются суходольные и низинные луга с осокой, полевицей и клевером. На выработанных торфяниках создаются искусственные сенокосные угодья.
Среди водной растительности наиболее распространены рдесты, стрелолист, элодея, кувшинка. В прибрежной зоне произрастают тростники, осоки и камыши.

### Животный мир
Самыми крупными млекопитающими округа являются лось и кабан, изредка встречаются рысь, барсук и бурый медведь. Из хищников распространены волки, лисы, речные выдры, лесные куницы, хорьки, горностаи и ласки. Много мышевидных грызунов, таких как серая крыса, мышь домовая, мышь лесная, мышь полевая, мышь-малютка. Из насекомоядных видов распространены ёж, крот, землеройка, в очень малочисленном виде сохранилась выхухоль. Встречаются несколько видов летучих мышей, среди которых наиболее распространены рыжая летучая мышь и ушан. Повсеместно водятся белки и зайцы (беляк и русак).
Орнитофауна представлена более широко, чем млекопитающие. В хвойных лесах сохранился глухарь, чёрный дятел, некоторые виды крупных неясытей. В смешанных и лиственных лесах встречаются рябчики, вальдшнепы, сойки, большой пёстрый дятел, дикие голуби, некоторые виды дроздов. На водоёмах гнездятся утки и кулики. В поймах рек и заболоченных местах встречаются чирки, крачки, чибисы и болотные совы. На больших озёрах водятся чайки. Из хищных птиц встречаются сова, филин и ястреб. На зимовку прилетают снегири и клесты.
Из пресмыкающихся встречается ядовитая гадюка, уж, медяница, живородящая и прыткая ящерицы. Земноводные представлены лягушкой, обыкновенной жабой, гребенчатым и обыкновенным тритоном.
В многочисленных озёрах и реках округа обитают карась, линь, бычок-ротан, плотва, лещ, судак, щука, окунь. В некоторых озёрах встречаются раки.

### Экология и охрана природы

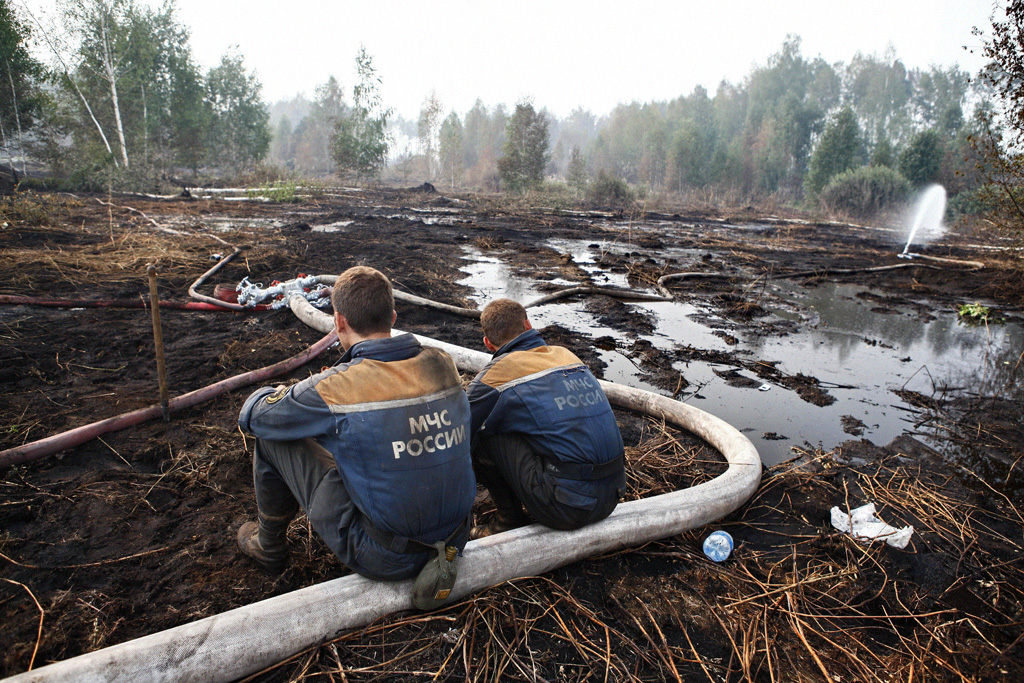
Затопление торфяников в Шатурском районе, 13 августа 2010 года

До начала XX века на территории округа не было городов и крупных промышленных производств, в связи с чем загрязнение природной среды носило ограниченный характер. С развитием промышленности началось ухудшение экологической обстановки в районе. Наибольшее воздействие на экологический фон в Шатурском районе оказали Рошальский химический комбинат, Шатурский мебельный комбинат, Лазерный центр в Шатуре и Шатурская ГРЭС.
На 2012 год основными источниками негативного воздействия на окружающую среду является сельское хозяйство и торфоразработки. Локальное воздействие продолжает оказывать Шатурская ГРЭС и предприятия Рошальского химического производства. В целом по округу экологическая ситуация является благоприятной, за исключением отдельных локальных очагов: в Шатуре и её пригородах экологическая обстановка оценивается как напряжённая, а на территории примыкающей к городу Рошалю умеренно-критическая.
Наличие большого количества торфяников приводит к торфяным и лесным пожарам в летний период. Особенно сильные торфяные пожары отмечались на территории округа в 1972, 1981, 1992, 2002 и 2010 годах. С 2010 года в Московской области реализовывалась долгосрочная целевая программа «Экология Подмосковья на 2011—2013 гг.», согласно которой в Шатурском районе проводилось обводнение торфяников. К концу 2013 года программа обводнения была выполнена в полном объёме.
В округе организовано 19 государственных природных заказников регионального значения, площадь которых превышает 17 % от общей площади района. По профилю охраны заказники подразделяются на три вида: ботанические, зоологические и комплексные. Наиболее значимыми являются следующие:

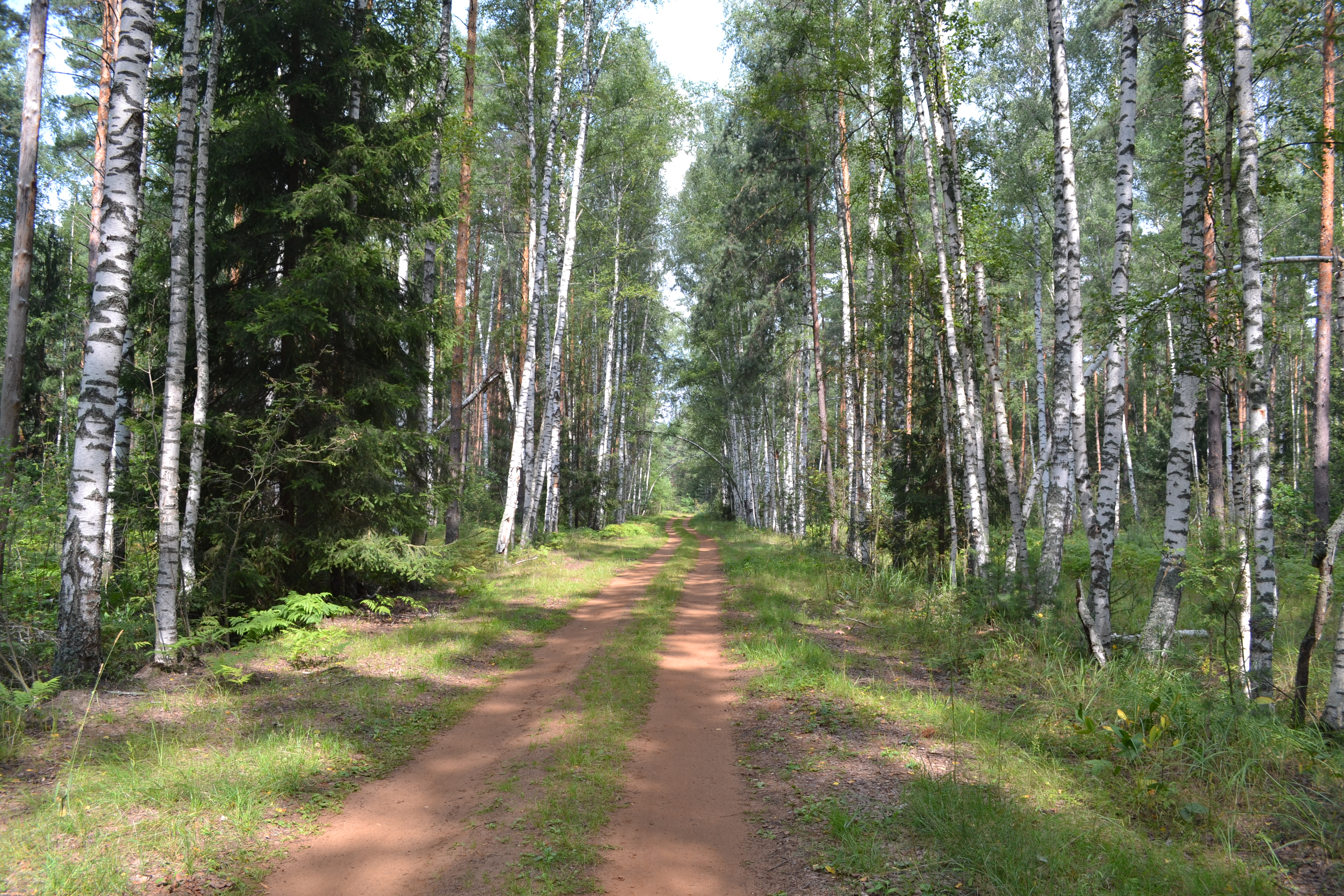
Комплексный заказник «Черустинский лес»

- Комплексный заказник «Черустинский лес» — самый крупный в округе, площадью 22 273 гектар[43]. Заказник является крупнейшим в области участком типичных для Мещёры лесных и болотных экосистем[44].
- Комплексный заказник «Озёра Имлес и Дубовое с заболоченными берегами» — здесь гнездятся и останавливаются во время миграции многие редкие и охраняемые птицы (орлан-белохвост, беркут, скопа, большой подорлик, серый журавль, глухарь и др.)[45].
- Ботанический заказник «Озеро Белое (Бордуковское) и окружающий его лесной массив» — единственное в Московской области местонахождение полушника озёрного[45].
- Ботанический заказник «Сосняки и переходное болото с клюквой на севере Мишеронского лесничества» — охране подлежат разнообразные типы сосняков 40-80 лет, а также переходное болото[45].
- Зоологический заказник «Озеро Воймежное и его окрестности» — основным объектом охраны являются русская выхухоль, а также некоторые редкие виды птиц (дроздовидная камышевка, синица-ремез, белая лазоревка)[45].
- Зоологический заказник «Озёра Великое, Маловское, Ливнево и прилегающие карьеры» — охраняется сообщество водно-болотной орнитофауны[45].

Кроме того, в округе имеется памятник природы древняя сосна «Исполин», возраст которой превышает 300 лет. На территории Шатурского, Егорьевского и Луховицкого района планировалось организовать природный парк областного значения «Ворота в Мещёру».

## Население
| 2018   | 2019    | 2020    | 2021     | 2023     | 2024     | 2025     |
| ------ | ------- | ------- | -------- | -------- | -------- | -------- |
| 70 508 | ↘69 129 | ↘68 199 | ↗103 822 | ↘101 978 | ↘101 188 | ↘100 601 |

### Национальный состав
По итогам переписи населения 2020 года проживали следующие национальности (национальности менее 0,1 % и другое, см. в сноске к строке «Другие»):
| Национальность | Численность, чел. | Доля     |
| -------------- | ----------------- | -------- |
| Русские        | 91 862            | 88,48 %  |
| Узбеки         | 604               | 0,58 %   |
| Татары         | 595               | 0,57 %   |
| Таджики        | 561               | 0,54 %   |
| Армяне         | 365               | 0,35 %   |
| Украинцы       | 314               | 0,30 %   |
| Киргизы        | 210               | 0,20 %   |
| Азербайджанцы  | 165               | 0,16 %   |
| Другие         | 9146              | 8,82 %   |
| Итого          | 103 822           | 100,00 % |

## Населённые пункты
В городской округ (с 11 мая 2020 года) и город областного подчинения (с 26 июня 2020 года) входят 188 населённых пунктов, включая 2 города, 2 рабочих посёлка (пгт) и 184 сельских населённых пункта.
| №   | Населённый пункт                  | Тип             | Население |
| --- | --------------------------------- | --------------- | --------- |
| 1   | Рошаль                            | город           | ↘20 875   |
| 2   | Шатура                            | город           | ↘36 714   |
| 3   | Мишеронский                       | рабочий посёлок | →4666     |
| 4   | Черусти                           | рабочий посёлок | ↘3523     |
| 5   | Алексино-Туголес                  | деревня         | ↗162      |
| 6   | Алёшино                           | деревня         | →5        |
| 7   | Ананкино                          | деревня         | ↗22       |
| 8   | Ананьинская                       | деревня         | ↘51       |
| 9   | Андреевские Выселки               | деревня         | ↗61       |
| 10  | Антипино                          | деревня         | →11       |
| 11  | Артёмово                          | деревня         | ↗29       |
| 12  | Бабынино                          | деревня         | ↘9        |
| 13  | Бакшеево                          | посёлок         | ↘2002     |
| 14  | Бармино                           | деревня         | ↘78       |
| 15  | Беловская                         | деревня         | ↗83       |
| 16  | Бордуки                           | деревня         | ↗482      |
| 17  | Бородино                          | деревня         | ↘78       |
| 18  | Бундово                           | деревня         | ↗5        |
| 19  | Вальковская                       | деревня         | ↘34       |
| 20  | Варюковка                         | деревня         | ↘46       |
| 21  | Васюковка                         | деревня         | ↘47       |
| 22  | Великодворье                      | деревня         | ↘32       |
| 23  | Власово                           | село            | ↗492      |
| 24  | Воймежный                         | посёлок         | ↘23       |
| 25  | Волово                            | деревня         | ↗131      |
| 26  | Волосунино                        | деревня         | ↘47       |
| 27  | Ворово                            | деревня         | ↘40       |
| 28  | Воронинская                       | деревня         | →114      |
| 29  | Воропино                          | деревня         | ↗53       |
| 30  | Высоково                          | деревня         | ↗19       |
| 31  | Высокорёво                        | деревня         | ↗27       |
| 32  | Вяхирево                          | деревня         | ↘14       |
| 33  | Гавриловская                      | деревня         | ↘40       |
| 34  | Гаврино                           | деревня         | ↘21       |
| 35  | Гармониха                         | деревня         | ↗118      |
| 36  | Глуховка                          | посёлок         | ↗10       |
| 37  | Голыгино                          | деревня         | ↘262      |
| 38  | Гора                              | деревня         | ↗92       |
| 39  | Горелово                          | деревня         | ↗44       |
| 40  | Горяновская                       | деревня         | ↘50       |
| 41  | Гришакино                         | деревня         | ↘29       |
| 42  | Губино                            | деревня         | ↘63       |
| 43  | Дёмино                            | деревня         | ↗10       |
| 44  | Денисьево                         | деревня         | ↗58       |
| 45  | Дерзсковская                      | деревня         | ↗126      |
| 46  | Дмитровка                         | деревня         | ↗99       |
| 47  | Дмитровский Погост                | село            | ↘2261     |
| 48  | Долгуша                           | посёлок         | ↘282      |
| 49  | Дорофеево                         | деревня         | ↘46       |
| 50  | Дубасово                          | деревня         | ↘21       |
| 51  | Дубровка                          | деревня         | ↘79       |
| 52  | Дуреевская                        | деревня         | ↘56       |
| 53  | Евлево                            | деревня         | →6        |
| 54  | Емино                             | деревня         | →0        |
| 55  | Епихино                           | деревня         | ↘8        |
| 56  | Ершовская                         | деревня         | ↘24       |
| 57  | Ефремово                          | деревня         | ↘11       |
| 58  | Зименки                           | деревня         | ↘38       |
| 59  | Ивановская                        | деревня         | ↗21       |
| 60  | Ивановская                        | село            | ↘3        |
| 61  | Инюшинская                        | деревня         | ↗27       |
| 62  | Казыкино                          | деревня         | →2        |
| 63  | Катчиково                         | деревня         | ↘11       |
| 64  | Кашниково                         | деревня         | ↘10       |
| 65  | Климовская                        | деревня         | →10       |
| 66  | Кобелёво                          | деревня         | ↗138      |
| 67  | Коренец                           | деревня         | ↘4        |
| 68  | Коробовская                       | деревня         | ↗154      |
| 69  | Красная Гора                      | посёлок         | ↘0        |
| 70  | Красная Горка                     | деревня         | ↗14       |
| 71  | Красные Луга                      | посёлок         | →0        |
| 72  | Кривандино                        | село            | ↗1103     |
| 73  | Кузнецово                         | деревня         | ↗11       |
| 74  | Кузнецы                           | деревня         | →11       |
| 75  | Кузяевская                        | деревня         | ↗7        |
| 76  | Кулаковка                         | деревня         | ↘118      |
| 77  | Курьяниха                         | деревня         | ↗45       |
| 78  | Левинская                         | деревня         | →28       |
| 79  | Левошево                          | деревня         | ↘1175     |
| 80  | Лека                              | деревня         | ↗63       |
| 81  | Лемёшино                          | деревня         | ↗69       |
| 82  | Лесозавода                        | посёлок         | ↘145      |
| 83  | Леспромхоз                        | посёлок         | ↘33       |
| 84  | Леспромхоза                       | посёлок         | →3        |
| 85  | Лешниково                         | деревня         | →32       |
| 86  | Ловчиково                         | деревня         | →18       |
| 87  | Лузгарино                         | деревня         | ↗161      |
| 88  | Маврино                           | деревня         | ↘85       |
| 89  | Маланьинская                      | деревня         | ↘121      |
| 90  | Малеиха                           | деревня         | ↗73       |
| 91  | Марковская                        | деревня         | ↘46       |
| 92  | Мелиховская                       | деревня         | ↗43       |
| 93  | Мещёрский Бор                     | посёлок         | ↗183      |
| 94  | Минино                            | деревня         | ↗53       |
| 95  | Митинская                         | посёлок         | ↗136      |
| 96  | Митинская                         | село            | ↘86       |
| 97  | Митинская                         | деревня         | →15       |
| 98  | Митрониха                         | деревня         | ↘18       |
| 99  | Михайловская                      | деревня         | ↘1        |
| 100 | Муравлёвская                      | деревня         | ↘2        |
| 101 | Надеино                           | деревня         | ↘2        |
| 102 | Наумовская                        | деревня         | ↗75       |
| 103 | Никитинская                       | деревня         | ↗26       |
| 104 | Новосельцево                      | деревня         | ↗13       |
| 105 | Новосидориха                      | деревня         | ↘73       |
| 106 | Ново-Черкасово                    | деревня         | ↘16       |
| 107 | Новошино                          | деревня         | ↘55       |
| 108 | Обухово                           | деревня         | →53       |
| 109 | Осаново-Дубовое                   | посёлок         | ↘1006     |
| 110 | Парфёновская                      | деревня         | →7        |
| 111 | Перхурово                         | деревня         | ↘26       |
| 112 | Першино                           | деревня         | →5        |
| 113 | Пески                             | село            | ↘4        |
| 114 | Пестовская                        | деревня         | ↘94       |
| 115 | Петровское                        | село            | ↗278      |
| 116 | Петряиха                          | деревня         | ↗48       |
| 117 | Пиравино                          | деревня         | ↘12       |
| 118 | Погостище                         | деревня         | ↘16       |
| 119 | Подлесная                         | деревня         | ↗26       |
| 120 | Пожога                            | деревня         | ↘12       |
| 121 | Поздняки                          | деревня         | ↗48       |
| 122 | Починки                           | деревня         | ↗12       |
| 123 | Пронино                           | деревня         | ↗30       |
| 124 | Пруды                             | деревня         | →17       |
| 125 | Пустоша                           | село            | ↘416      |
| 126 | Пустоши                           | посёлок         | ↘576      |
| 127 | Пышлицы                           | село            | ↘1657     |
| 128 | Пятница                           | село            | →0        |
| 129 | Радовицкий                        | посёлок         | ↗1931     |
| 130 | Русановская                       | деревня         | ↘31       |
| 131 | Савинская                         | деревня         | ↘12       |
| 132 | Саматиха                          | посёлок         | ↗102      |
| 133 | Самойлиха                         | деревня         | ↗268      |
| 134 | санатория «Озеро Белое»           | посёлок         | ↘1115     |
| 135 | Северная Грива                    | посёлок         | ↘562      |
| 136 | Селянино                          | деревня         | ↗15       |
| 137 | Семёновская                       | деревня         | ↘0        |
| 138 | Семёновская                       | посёлок         | ↗91       |
| 139 | Семёновская                       | село            | ↗75       |
| 140 | Семёновский Завод                 | посёлок         | ↘20       |
| 141 | Середниково                       | село            | ↘1189     |
| 142 | Сидоровская                       | деревня         | ↘10       |
| 143 | Слобода                           | деревня         | ↗93       |
| 144 | Соколья Грива                     | посёлок         | ↘0        |
| 145 | Спирино                           | деревня         | →7        |
| 146 | станции 32 км                     | посёлок         | ↘0        |
| 147 | станции Бармино                   | посёлок         | ↘5        |
| 148 | станции Осаново                   | посёлок         | ↘0        |
| 149 | станции Пожога                    | посёлок         | ↘75       |
| 150 | станции Сазоново                  | посёлок         | ↗27       |
| 151 | Старо-Черкасово                   | деревня         | ↘30       |
| 152 | Стенинская                        | деревня         | →26       |
| 153 | Струя                             | посёлок         | ↗76       |
| 154 | Сычи                              | деревня         | →12       |
| 155 | Тархановка                        | посёлок         | ↗97       |
| 156 | Тархановская                      | деревня         | ↘22       |
| 157 | Тельма                            | деревня         | ↘35       |
| 158 | Терехово                          | деревня         | ↘23       |
| 159 | Туголес                           | село            | →10       |
| 160 | Туголесский Бор                   | посёлок         | ↗2377     |
| 161 | Тупицыно                          | деревня         | ↘1        |
| 162 | Тюшино                            | деревня         | ↗13       |
| 163 | Федеевская                        | деревня         | ↗33       |
| 164 | Фединская                         | деревня         | →0        |
| 165 | Фёдоровская                       | деревня         | ↘21       |
| 166 | Филимакино                        | деревня         | ↗42       |
| 167 | Филинская                         | деревня         | ↗21       |
| 168 | Филисово                          | село            | ↗46       |
| 169 | Филисово                          | деревня         | ↗18       |
| 170 | Фрол                              | посёлок         | ↗10       |
| 171 | Харинская                         | деревня         | →58       |
| 172 | Харлампеево                       | деревня         | ↗164      |
| 173 | центральной усадьбы совхоза «Мир» | посёлок         | ↗3131     |
| 174 | Чернятино                         | деревня         | ↘23       |
| 175 | Чисома                            | деревня         | ↘19       |
| 176 | Шарапово                          | село            | ↗229      |
| 177 | Шатурторф                         | посёлок         | ↗4228     |
| 178 | Шеино                             | деревня         | ↘77       |
| 179 | Шелогурово                        | деревня         | ↗34       |
| 180 | Широково                          | деревня         | ↘13       |
| 181 | Ширяево                           | деревня         | →0        |
| 182 | Шмели                             | деревня         | ↘31       |
| 183 | Югино                             | деревня         | ↗36       |
| 184 | Якушевичи                         | деревня         | ↘42       |
| 185 | 12 посёлок                        | посёлок         | ↗159      |
| 186 | 18 посёлок                        | посёлок         | ↗52       |
| 187 | 19 посёлок                        | посёлок         | ↗25       |
| 188 | 21 посёлок                        | посёлок         | ↗9        |

## Общая карта
Легенда карты (при наведении на метку отображается реальная численность населения):
|  | Более 20 000 жителей  |
|  | 2 000 — 5 000 жителей |
|  | 1 000 — 2 000 жителей |
|  | 500 — 1 000 жителей   |
|  | Менее 500 жителей     |